# Round Round
Round Round (englisch für „Rundherum Rundherum“) ist ein Lied der britischen Pop-Girlgroup Sugababes aus dem Jahr 2002.
Das Lied ist nach Freak like Me die zweite Single aus ihrem zweiten Studioalbum Angels with Dirty Faces. Darüber hinaus ist es Teil des Soundtracks zur Filmkomödie Der Super-Guru.

## Entstehung
Für Musik, Text und Produktion des Liedes waren Brian Higgins, Miranda Cooper, Lisa Cowling, Nick Coler, Keisha Buchanan, Mutya Buena, Heidi Range, Florian Pflueger, Felix Stecher, Robin Hofmann und Rino Spadavecchia verantwortlich. 

## Inhalt
In Round Round tritt ein Lyrisches Ich auf, das keinen Mann braucht, der es einengt. Es nutzt die Musik, um sich selbst auszudrücken und seine Unabhängigkeit zu unterstreichen.

## Rezeption

### Charts und Chartplatzierungen
| ChartsChartplatzierungen     | Höchstplatzierung | Wochen |
| ---------------------------- | ----------------- | ------ |
| Deutschland (GfK)            | 15 (11 Wo.)       | 11     |
| Österreich (Ö3)              | 8 (15 Wo.)        | 15     |
| Schweiz (IFPI)               | 4 (23 Wo.)        | 23     |
| Vereinigtes Königreich (OCC) | 1 (14 Wo.)        | 14     |

| ChartsJahrescharts (2002)    | Platzierung |
| ---------------------------- | ----------- |
| Schweiz (IFPI)               | 58          |
| Vereinigtes Königreich (OCC) | 31          |

### Auszeichnungen für Musikverkäufe
| Land/Region                  | Auszeichnungen für Musikverkäufe (Land/Region, Auszeichnung, Verkäufe) | Verkäufe |
| ---------------------------- | ---------------------------------------------------------------------- | -------- |
| Australien (ARIA)            | Gold                                                                   | 35.000   |
| Vereinigtes Königreich (BPI) | Gold                                                                   | 400.000  |
| Insgesamt                    | 2× Gold ·                                                              | 435.000  |